# Pero registrada
Pero registrada là một loài bướm đêm trong họ Geometridae.